# La Liga de 1939–40
A La Liga de 1939–40 foi a nona edição da Primeira Divisão da Espanha de futebol. Com 12 participantes, o campeão foi o Athletic Aviación.

## Classificação final
| Pos | Equipe                | J  | V  | E | D  | GM | GS | SD  | Pts |
| --- | --------------------- | -- | -- | - | -- | -- | -- | --- | --- |
| 1   | Athletic Aviación     | 22 | 14 | 1 | 7  | 43 | 29 | 14  | 29  |
| 2   | Sevilla FC            | 22 | 11 | 6 | 5  | 60 | 44 | 16  | 28  |
| 3   | Athletic Club         | 22 | 11 | 4 | 7  | 57 | 44 | 13  | 26  |
| 4   | Madrid FC             | 22 | 12 | 1 | 9  | 47 | 35 | 12  | 25  |
| 5   | CD Español            | 22 | 11 | 2 | 9  | 43 | 43 | 0   | 24  |
| 6   | Hércules FC           | 22 | 9  | 5 | 8  | 41 | 34 | 7   | 23  |
| 7   | Zaragoza FC           | 22 | 7  | 7 | 8  | 30 | 40 | -10 | 21  |
| 8   | Valencia FC           | 22 | 9  | 3 | 10 | 40 | 36 | 4   | 21  |
| 9   | FC Barcelona          | 22 | 8  | 3 | 11 | 32 | 38 | -6  | 19  |
| 10  | Club Celta            | 22 | 9  | 1 | 12 | 45 | 50 | -5  | 19  |
| 11  | Betis Balompié        | 22 | 6  | 4 | 12 | 26 | 51 | -25 | 16  |
| 12  | Racing Club Santander | 22 | 6  | 1 | 15 | 37 | 57 | -20 | 13  |

|  | Classificado para a permanencia en Primera División |
|  | Descenso a Segunda División                         |